# Kuczyna (województwo kujawsko-pomorskie)
Kuczyna – wieś w Polsce położona w województwie kujawsko-pomorskim, w powiecie włocławskim, w gminie Brześć Kujawski.
| SIMC    | Nazwa | Rodzaj    |
| ------- | ----- | --------- |
| 1032781 | Korea | część wsi |

W latach 1975–1998 miejscowość administracyjnie należała do województwa włocławskiego. Według Narodowego Spisu Powszechnego (III 2011 r.) liczyła 130 mieszkańców. Jest dwudziestą co do wielkości miejscowością gminy Brześć Kujawski.